# Florence Owens Thompson
Florence Owens Thompson (1er septembre 1903 - 16 septembre 1983), née Florence Leona Christie, est le sujet de la photo de Dorothea Lange, Mère migrante (Migrant Mother) prise en 1936. Cette photographie est devenue le symbole de la Grande Dépression et fut prise alors que le sujet avait 32 ans et avait sept enfants.

## Biographie
Des incertitudes sur l'identité de Florence Leona Christie demeurent. Il a parfois été rapportée qu'elle était née en 1903 dans un tipi dans une réserve indienne en Oklahoma et qu'elle était à 100 % Cherokee. Une grande partie de ces informations sont en réalité partiellement ou totalement fausses. Les registres tribaux de la Nation Cherokee indiquent que son père Jackson Christie était peut être métisse. Sa mère Mary Jane Cobb a déclaré être Cherokee sur son acte de mariage du 27 mai 1894 avec Christie, mais elle a plus tard déclaré sous serment devant la Commission Dawes que ses deux parents étaient blancs.
Dans une interview qu'elle donnera au photographe et auteur de Dust Bowl Descent, Bill Ganzel, elle affirme que son père décéda alors qu'elle n'avait que 13 mois, et que sa mère vécut jusqu'à 108 ans.
Elle se marie avec le fermier Cleo Owens le jour de la Saint-Valentin 1921. En 1922, Florence et Cleo Owens déménagent à Shafter en Californie. En 1924, ils emménagent à Porterville, à 80 km au nord de Shafter, où Cleo et ses frères ont trouvé du travail dans une scierie. Celle-ci brûlera en 1927, ce qui les obligera à déménager 200 km plus au nord, à Merced Falls, petite ville où il n'y a pas de chutes d'eau (Falls), mais une autre scierie et une rivière pour descendre les troncs des montagnes. En septembre 1929, Florence donne naissance au cinquième de ses sept enfants, une fille prénommée Sapphire. La même année, la bourse de Wall Street s'écroule.
Cleo perd son travail en 1931. La famille se déplace alors à Oroville, en Californie du Nord, où Cleo rejoint ses frères et sœurs pour travailler dans les vergers à la cueillette des pêches. Cleo meurt d'une forte fièvre peu après son arrivée, à l'âge de 32 ans, et est enterré à Oroville. Au moment du décès de son mari, Florence attend un enfant. Durant les deux années suivantes, Florence reste près d'Oroville pendant que la famille de Cleo suit les récoltes à travers l'État, et ne retourne à Oroville qu'en hiver.
En 1933, Florence découvre qu'elle est de nouveau enceinte. De peur que la famille influente du père prenne le dernier né, Florence se sauve avec ses enfants et retourne à la ferme Akman dans l'Oklahoma.
Florence revient à Merced Falls en 1934, en laissant le nouveau-né, Charlie, à ses grands-parents. Alors que des familles commencent à quitter la ville, Florence déménage avec ses enfants de ville en ville, d'un camp à l'autre. Elle s'est rappelé ce que « Steinbeck a écrit dans Les Raisins de la colère sur ces gens qui vivaient sous le pont à Bakersfield, - nous avons vécu à un moment sous ce pont. C'était la même histoire. On n'avait pas même de tente, juste un vieil édredon miteux ».

## Photographie originale

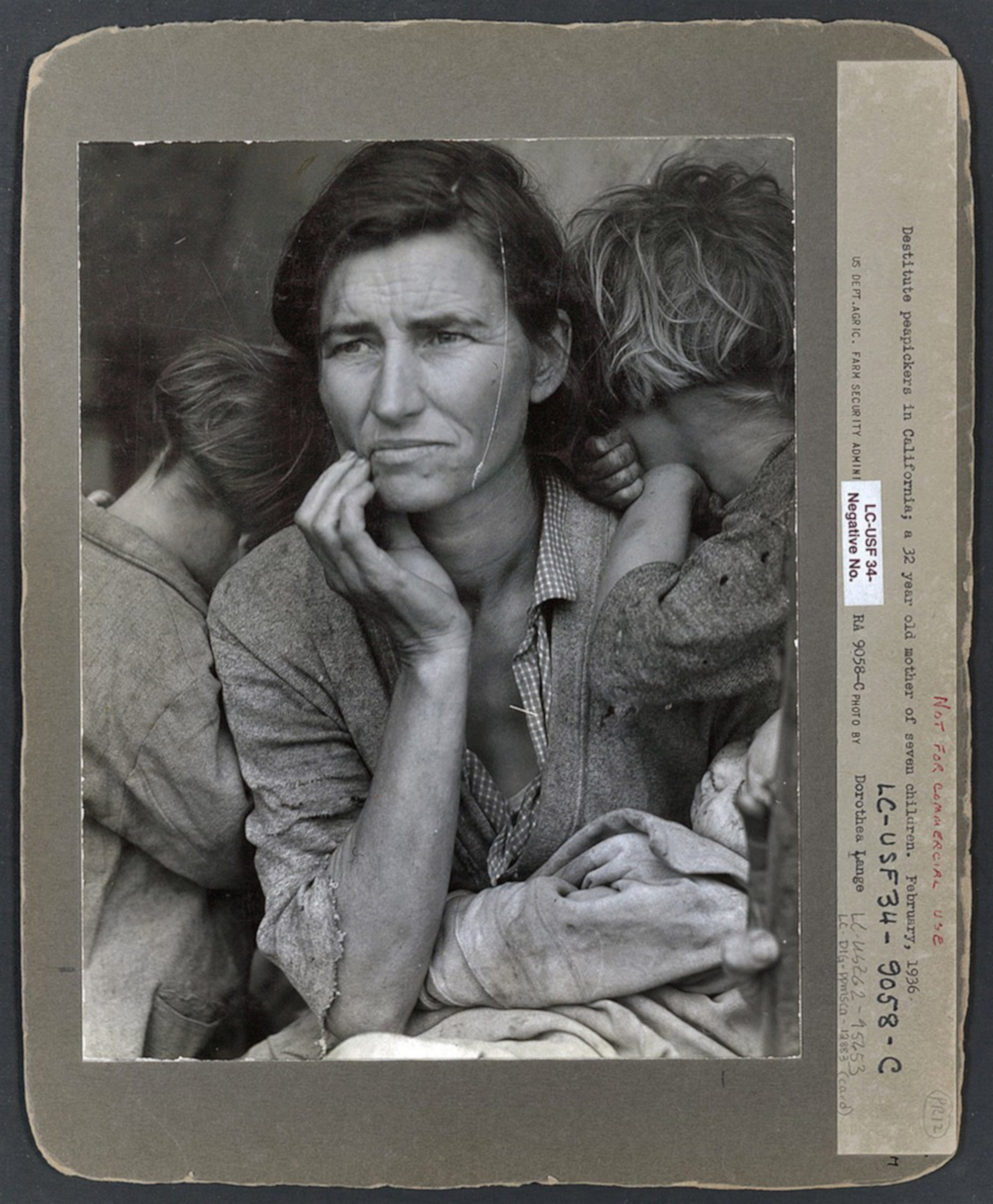
Photographie originale avant retouches (graminée dans les cheveux et pouce sur le piquet de tente). Faites défiler pour voir une version colorisée.
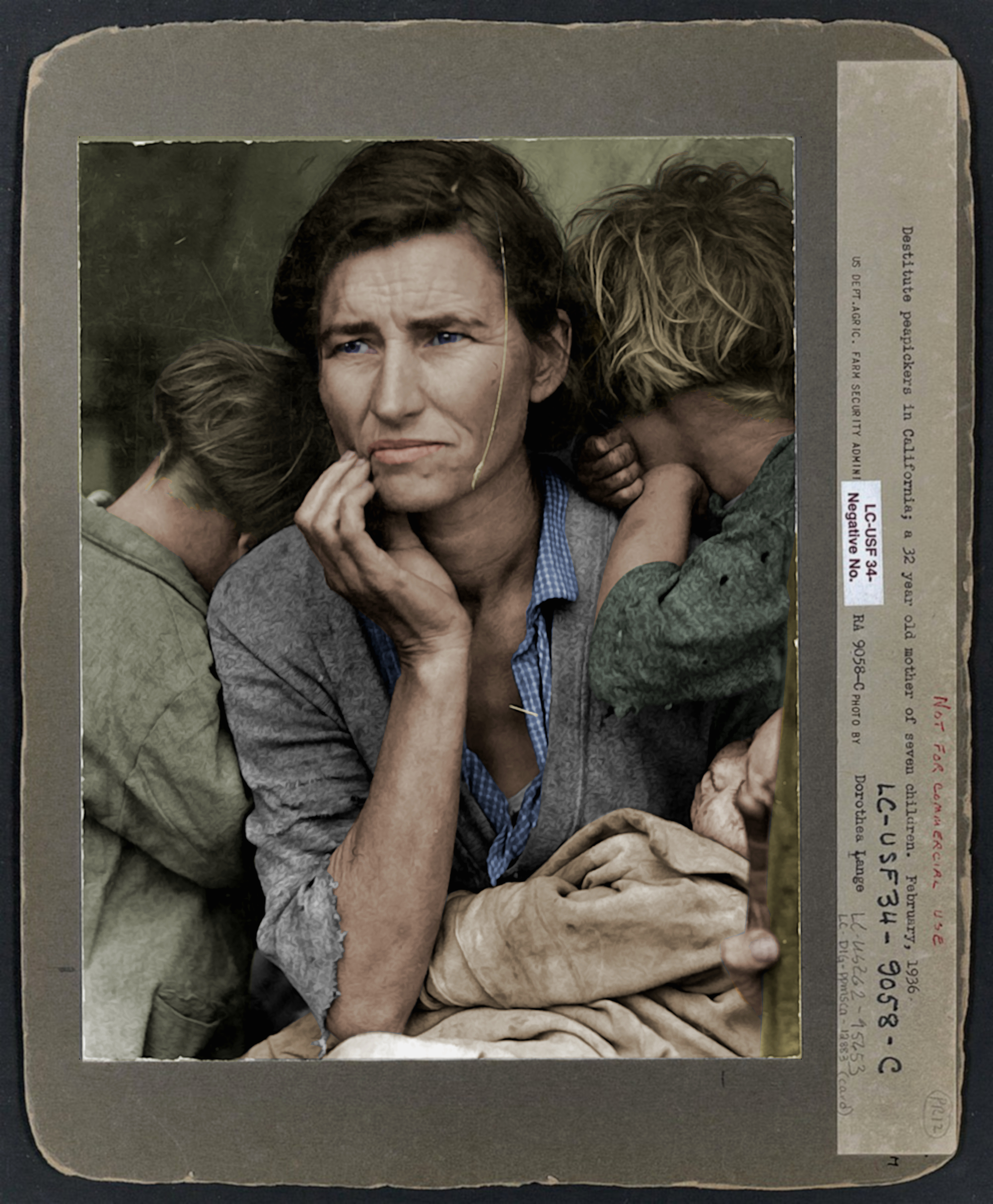
Version colorisée de l'original.